# 吳鸞旂墓園
吳鸞旂墓園（又稱吳家花園），位於臺中市太平區車籠埔冬瓜山，是日治時期大正十一年（1922年）由吳鸞旂嗣子吳東碧所建造的西式墳墓。吳家各代先祖及元配，吳懋建、吳鸞旂、吳東碧、其女吳燕生等均葬於此處。於民國八十一年（1992年）5月22日公告為三級古蹟。

## 歷史
吳鸞旂為清光緒年間的監生，也是東大墩的首富。光緒十三年（1887年），臺灣巡撫劉銘傳議定建築臺灣省城，吳鸞旂出任總理一職。1921年（日治大正10年）吳鸞旂過世，在中國大陸經商的獨子吳東碧返國，遵照其父遺囑建造祖墳、花園於太平庄內。吳家花園佔地十餘甲，四周修築粉牆，園內建有廳堂、噴水池、石橋、亭台樓閣等及種植五百多棵荔枝樹，當年規模不下於霧峰林家。墓園自大正十一年（1922年）3月動工，昭和二年（1927年）10月時落成。
吳家子孫後來多移居美國。「吳家花園」早已不復見，改為豪華別墅住宅後，僅存墓園、拱橋。1992年，經中華民國內政部評定為三級古蹟。1999年的九二一大地震造成墓塚正立面體崩落，2001年由臺中縣文化局委託曾文吉建築師事務所進行規劃修復，2003年6月工程完工，恢復墓園原貌。

## 建築
墓塚前有寬大的洗石子護牆，牆上浮塑文藝復興風格的圖象，排柱林立，如神殿外觀，弧形山尖中央更以草葉花環為飾，中塑「吳」字為標記，並間有壁柱，兩側有高大的曲手環抱。護牆前豎立大理石方尖碑十座，正中央最高，為全墓園的中心。
碑額題地望：「龍溪」；中題：「吳景春公同嫡配林純仁太夫人、鸞旂公同嫡配夫人之墓」。

## 外部連結
- 臺中市文化資產處—吳鸞旂墓園（页面存档备份，存于）
- 文化部文化資產局—吳鸞旂墓園（页面存档备份，存于）